# Масличная пальма
Ма́сличная па́льма, или африка́нская ма́сличная па́льма, или элеис гвинейский (лат. Elaeis guineensis) — растение семейства Пальмовые (Arecaceae), вид рода Масличная пальма (Elaeis).
Родиной этого растения считаются прибрежные районы экваториальной Западной Африки от 16° с. ш. до 15° ю. ш. Культивируется, кроме Африки, и в других странах с тропическим климатом (Малайзия, Индонезия и др.) для получения ценного пищевого и технического масла.

## Ботаническое описание

### Морфология

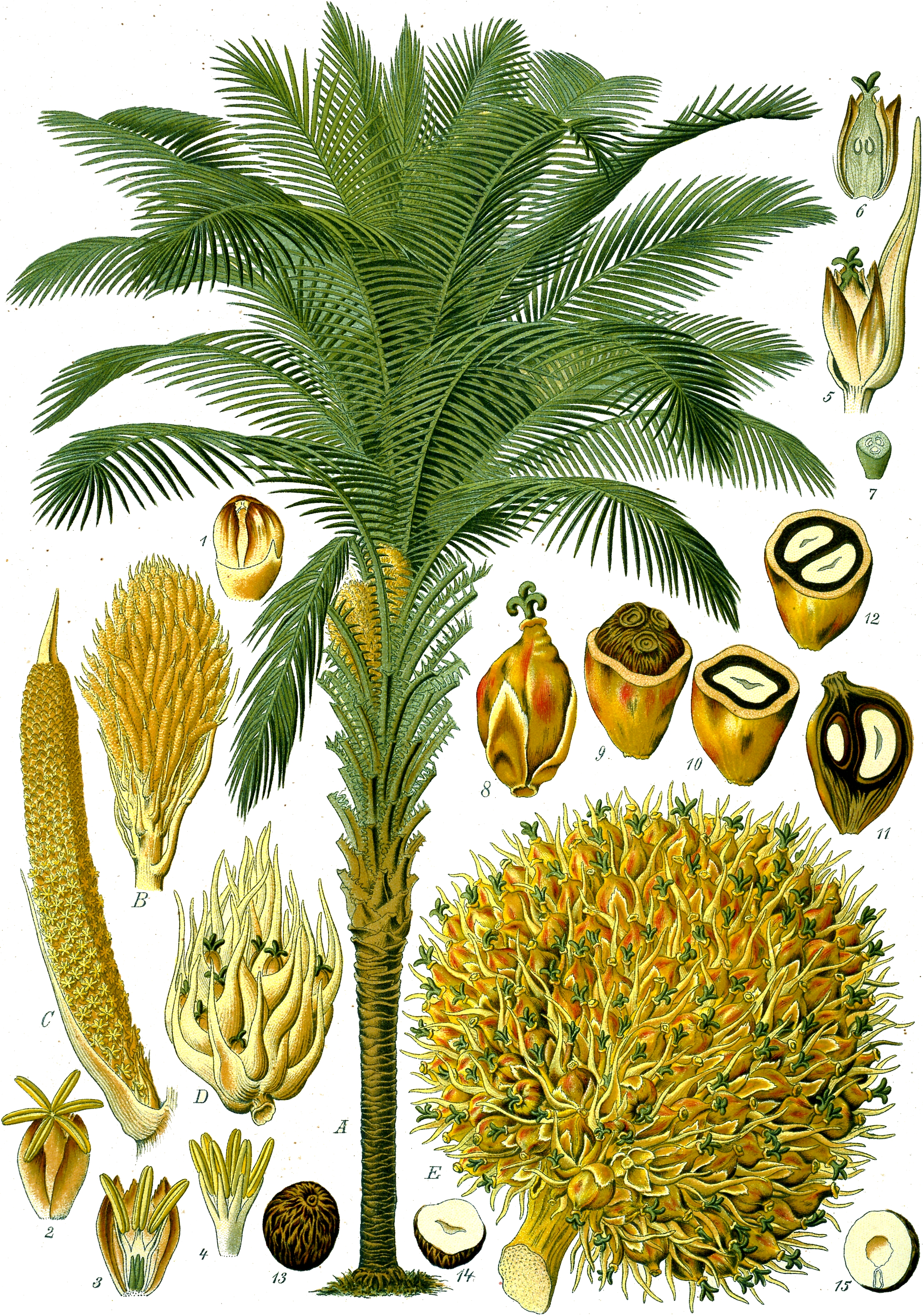
.

В дикорастущем виде масличная пальма представляет собой дерево высотой до 20—30 м, в культуре она редко бывает выше 10—15 метров. Ствол появляется лишь на четвёртый—шестой год жизни, а под пологом леса иногда только через 15—20 лет. Диаметр ствола у взрослого дерева достигает 25 см.
Корневая система мощная, но залегает обычно неглубоко. У взрослых растений от основания ствола отходят многочисленные придаточные корни, у некоторых экземпляров они густо покрывают ствол до высоты 1 м.
Листья крупные, перистые, длиной до 6—7 м. В кроне взрослого растения их 20—40 штук, причём до 20—25 листьев ежегодно отмирает, заменяясь новыми. На черешках листьев имеются крупные буроватые шипы.
Соцветия крупные (длиной до 70 см), расположены в пазухах листьев. Обычно мужские и женские соцветия образуются на одном растении, хотя изредка встречаются и двудомные растения. Иногда в одном соцветии можно обнаружить цветки обоих полов, чаще это бывает у молодых пальм. Мужское соцветие содержит до 150 тысяч цветков и производит огромное количество пыльцы: до 1 млрд пыльцевых зёрен с одного соцветия.
Ось женского соцветия значительно толще, чем у мужского. На нём развивается до 600—800 плодов, общая масса плодовой кисти 10—30 кг, иногда и больше. В год на одном растении образуется 3—6, иногда до 10 таких кистей.
Плод масличной пальмы — простая костянка величиной со сливу (3—5 см длиной), массой в среднем 6-8 граммов. Окраска скорлупы обычно оранжевая, хотя встречаются растения с фиолетовыми и чёрными плодами.

### Экология
Дикорастущие пальмы зацветают и дают плоды лишь на 10—20-й год жизни, в культуре растения начинают плодоносить на 3—4-й год после посадки. Максимальной урожайности достигает в возрасте 15—18 лет, всего же срок жизни этого растения составляет 80—120 лет.
Масличная пальма растёт в жарком и влажном экваториальном климате, оптимальная средняя годовая температура для этого растения составляет 24—28°. Оптимальное годовое количество осадков: 1500—3000 мм.
Она также очень светолюбива, развитие значительно задерживается и урожайность падает в условиях даже незначительного затенения. Как показали наблюдения, в дождливый сезон, при недостаточном солнечном освещении образуется больше мужских соцветий, а интенсивное освещение способствует появлению женских соцветий.
К почвам масличная пальма довольно нетребовательна и может расти почти на любых типах почв тропической зоны.

### Классификация по строению плодов

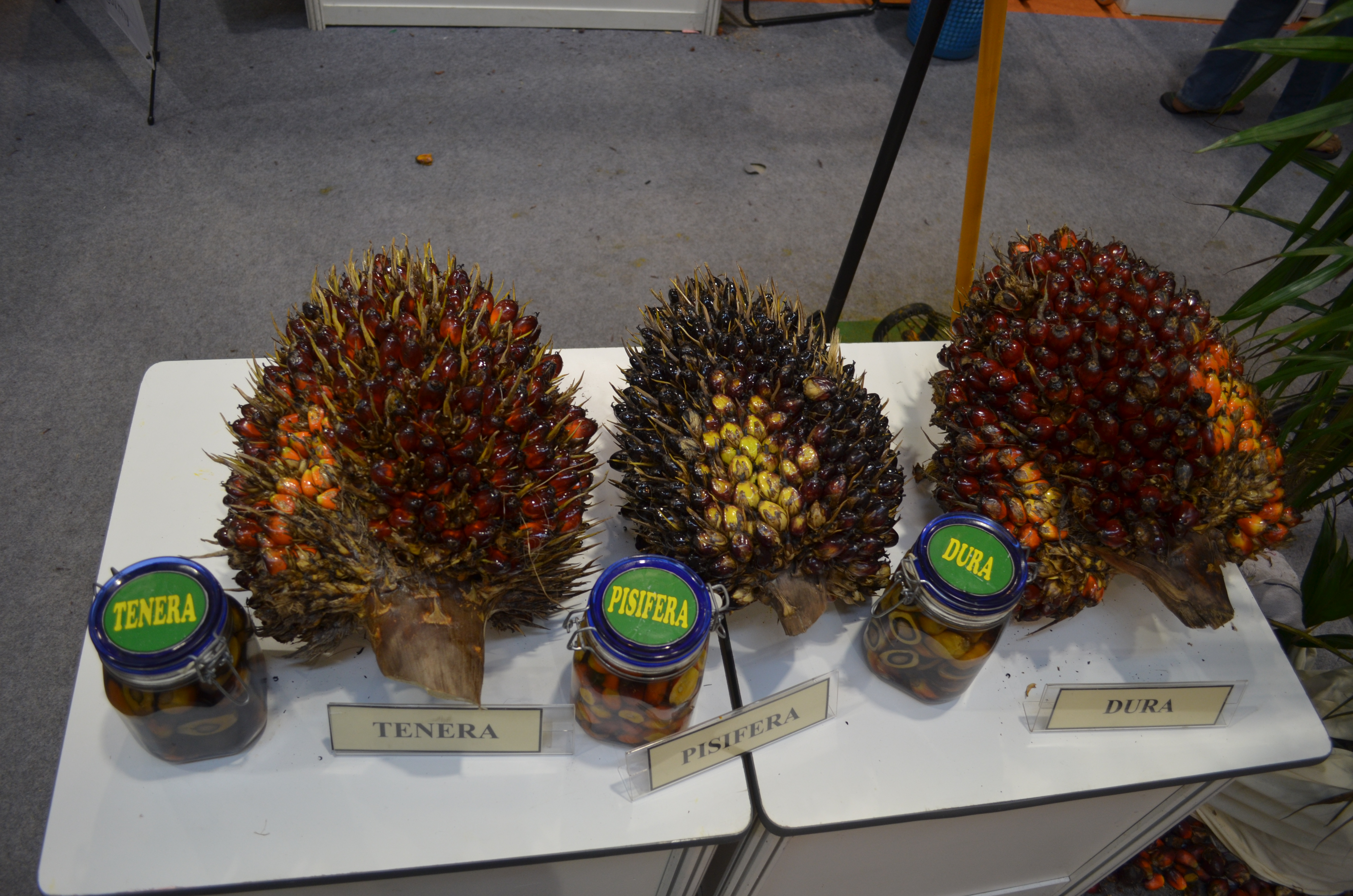
3 сорта плодов масличной пальмы: Tenera, Pisifera и Dura.

По строению плода принято подразделять всё разнообразие форм масличных пальм на 3 типа:
- «Дура» (лат. dura) — плоды с толстой (до 8 мм) скорлупой ядра. Слой мякоти околоплодника тонкий, составляет 30—45 % от массы плода, ядро — 10—15 %. К этому типу относится большинство как дикорастущих, так и культурных пальм в западной Африке.
- «Тенера» (лат. tenera) — с тонкой скорлупой и хорошо развитой мякотью околоплодника (до 80 % от массы плода). Выход масла из плодов этого типа гораздо выше.
- «Писифера» (лат. pisifera) — в плодах у этого типа отсутствует эндокарпий, а часто и семя. Плоды мелкие (до 5 г) и масса кисти меньше чем у вышеперечисленных типов, поэтому для коммерческого выращивания этот тип не представляет большого интереса, однако используется в селекции[3].

## Применение

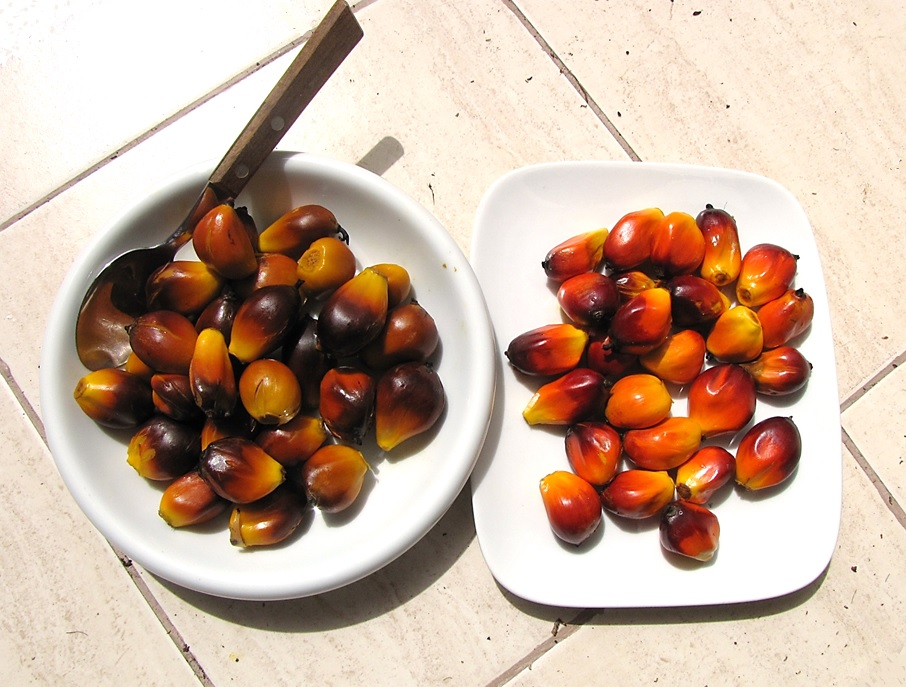
Свежие плоды бывают красными и желтыми. По сравнению с вареными фруктами слева, которые во время варки стали золотисто-коричневыми.

Из плодов масличной пальмы получают два типа масла:
- Мякоть околоплодника содержит 22—70 % жирного масла (так называемое «пальмовое масло»). Оно оранжево-жёлтого цвета, в неочищенном виде содержит много каротиноидов, затвердевает при комнатной температуре. Используется в производстве мыла, свечей, маргарина.
- В семенах содержится до 30 % пальмоядрового масла. Почти бесцветное, с ореховым привкусом. Используется как пищевое, в кулинарной промышленности, производстве маргарина, мыла, чистящих средств[5], в медицине — в качестве основы мазей и суппозиториев[2]. Популярно в коммерческой кулинарии, потому что оно дешевле других и остается стабильным при высоких температурах. Хранится дольше.

Сладкий сок, получаемый из надрезов на черешках соцветий, используют для питья в свежем виде, а также сбраживают для получения алкогольного напитка. С одного растения за сутки можно получить около 4 литров сока.

## Культивация
Масло из плодов этого растения изготавливали с давних времён. Кувшин со следами пальмового масла был обнаружен при археологических раскопках африканских могильников, относящихся к третьему тысячелетию до н. э. Однако, возделывать её в промышленных масштабах начали лишь в XX веке, когда маслом из её плодов заинтересовались компании, производящие маргарин и мыло. В 1911 году было начато широкомасштабное разведение масличной пальмы в Индонезии, а в 1919 году — в Малайзии. Также были значительно расширены площади, занятые масличной пальмой в странах Африки. Сейчас масличная пальма стала одной из ведущих масличных культур в мире. В 1988 году мировое производство масла из плодов масличной пальмы составляло 9,1 млн тонн и с каждым годом оно всё увеличивается.
Масличная пальма является важной коммерческой культурой в Малайзии. В 2020 году на долю Малайзии приходилось 25,8% мирового производства пальмового масла и 34,3% мирового экспорта, согласно данным Малазийского совета по пальмовому маслу. Тем не менее существует гипотеза, что производство пальмового масла в Малайзии может пострадать от изменения климата. Около трети (75,17 млн тонн) мирового производства масел и жиров в 2017 году было получено с 19,04 млн гектаров масличной пальмы, в основном в Малайзии и Индонезии. С 2020 по 2021 год производство пальмового масла достигло примерно 72,27 млн тонн, при этом страны Юго-Восточной Азии (Индонезия и Малайзия) являются основными мировыми экспортерами пальмового масла.

## Галерея

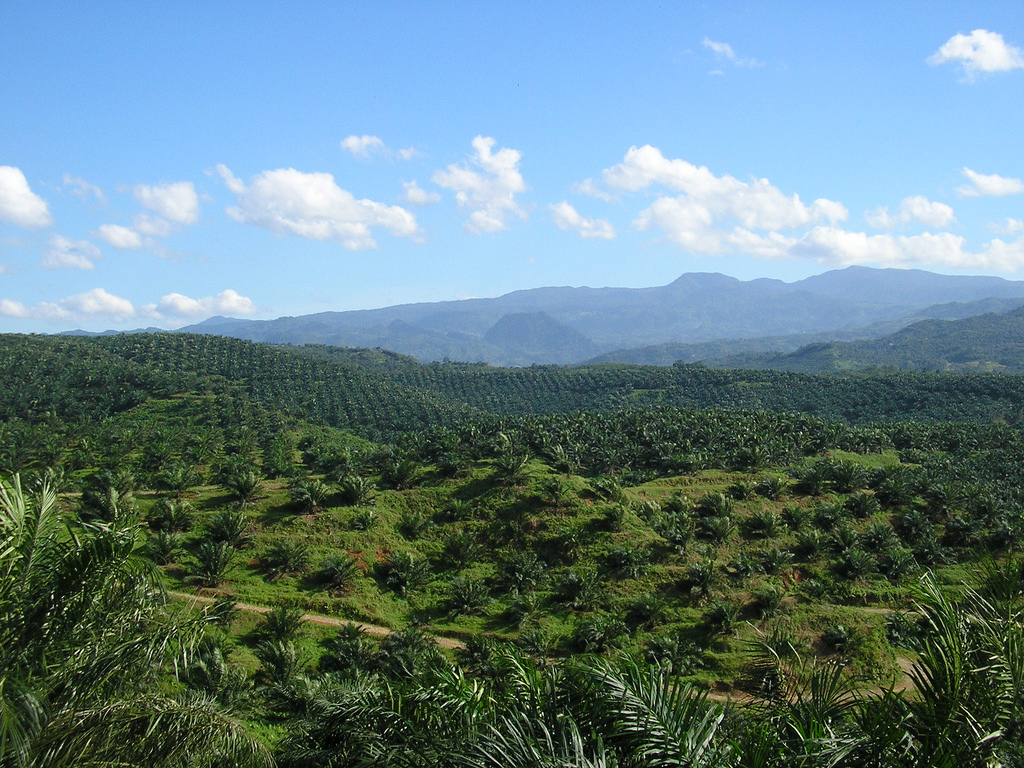
Плантация пальмового масла, Ява, Индонезия
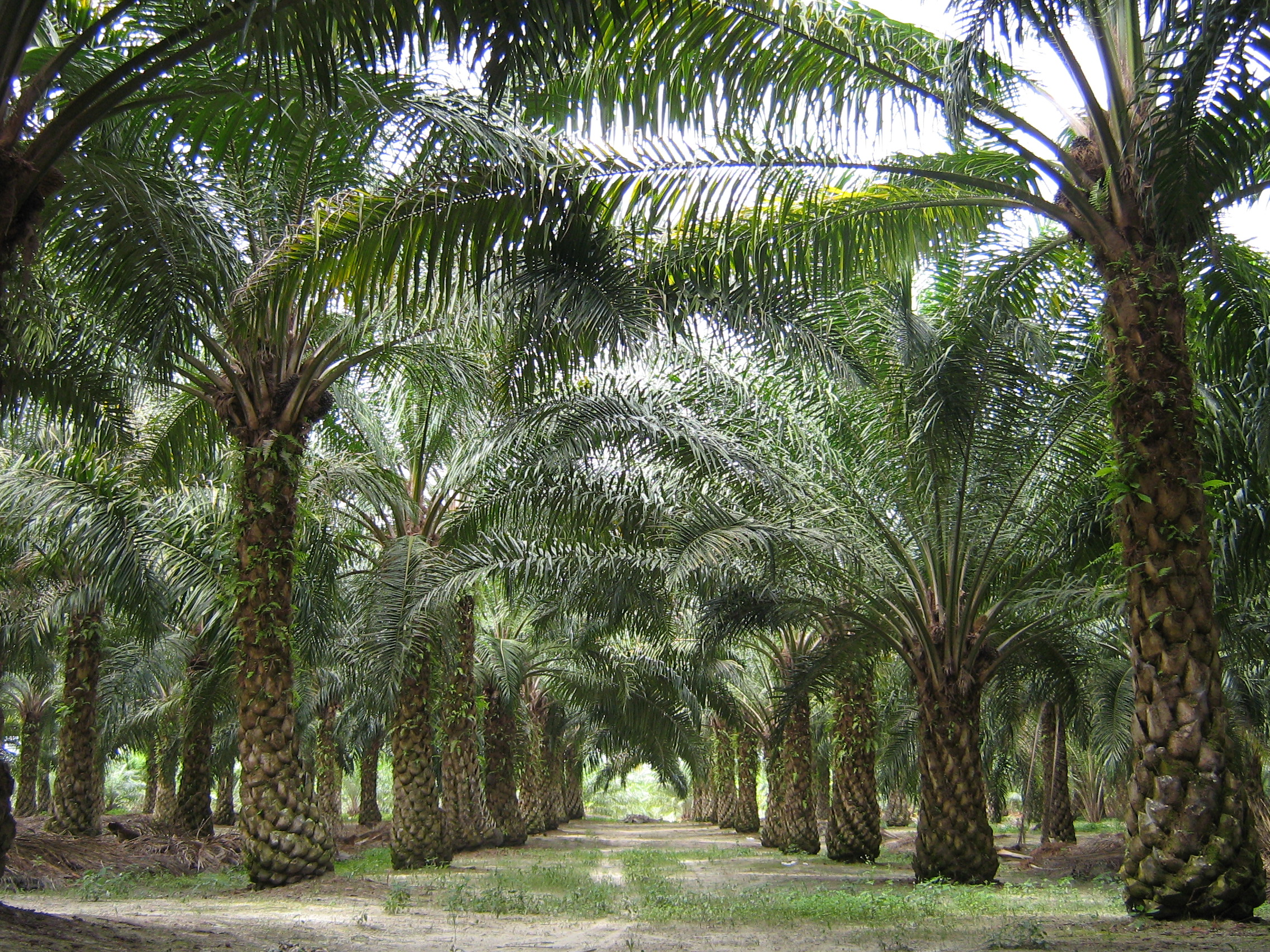
Плантация в Малайзии
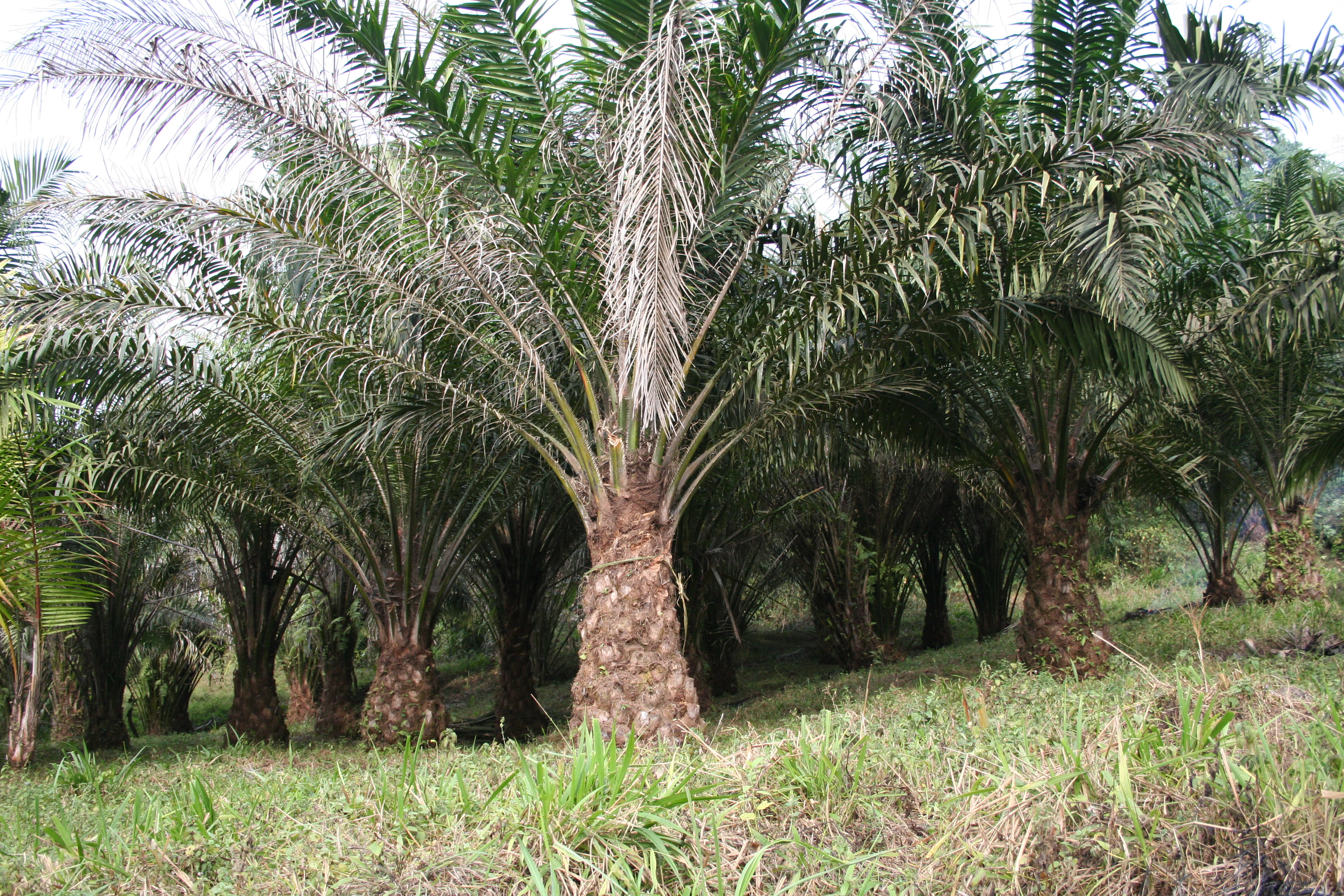
Плантации масличных пальм на склонах горы. Камерун
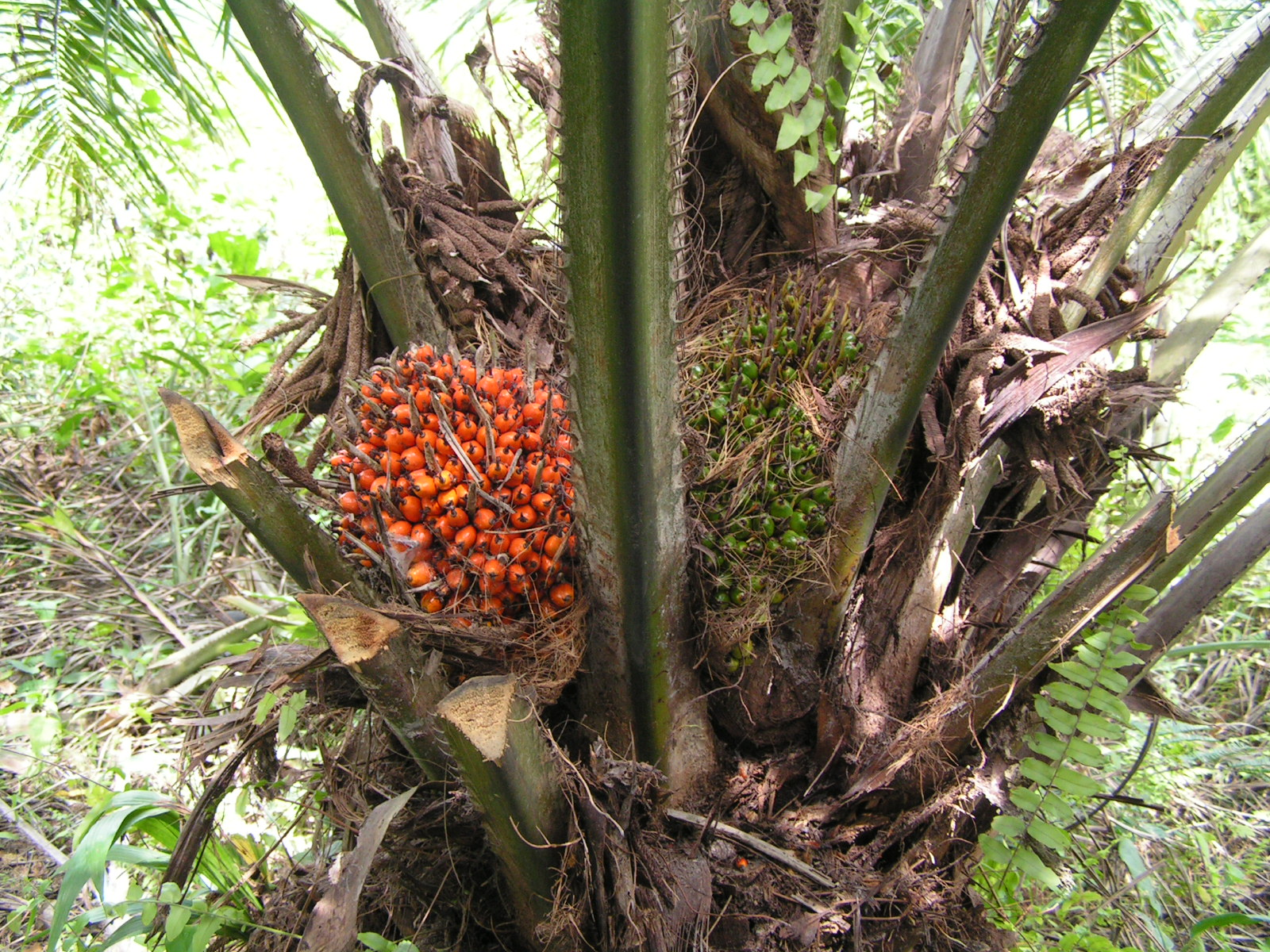
Плоды Elaeis guineensis за 2 недели до созревания.
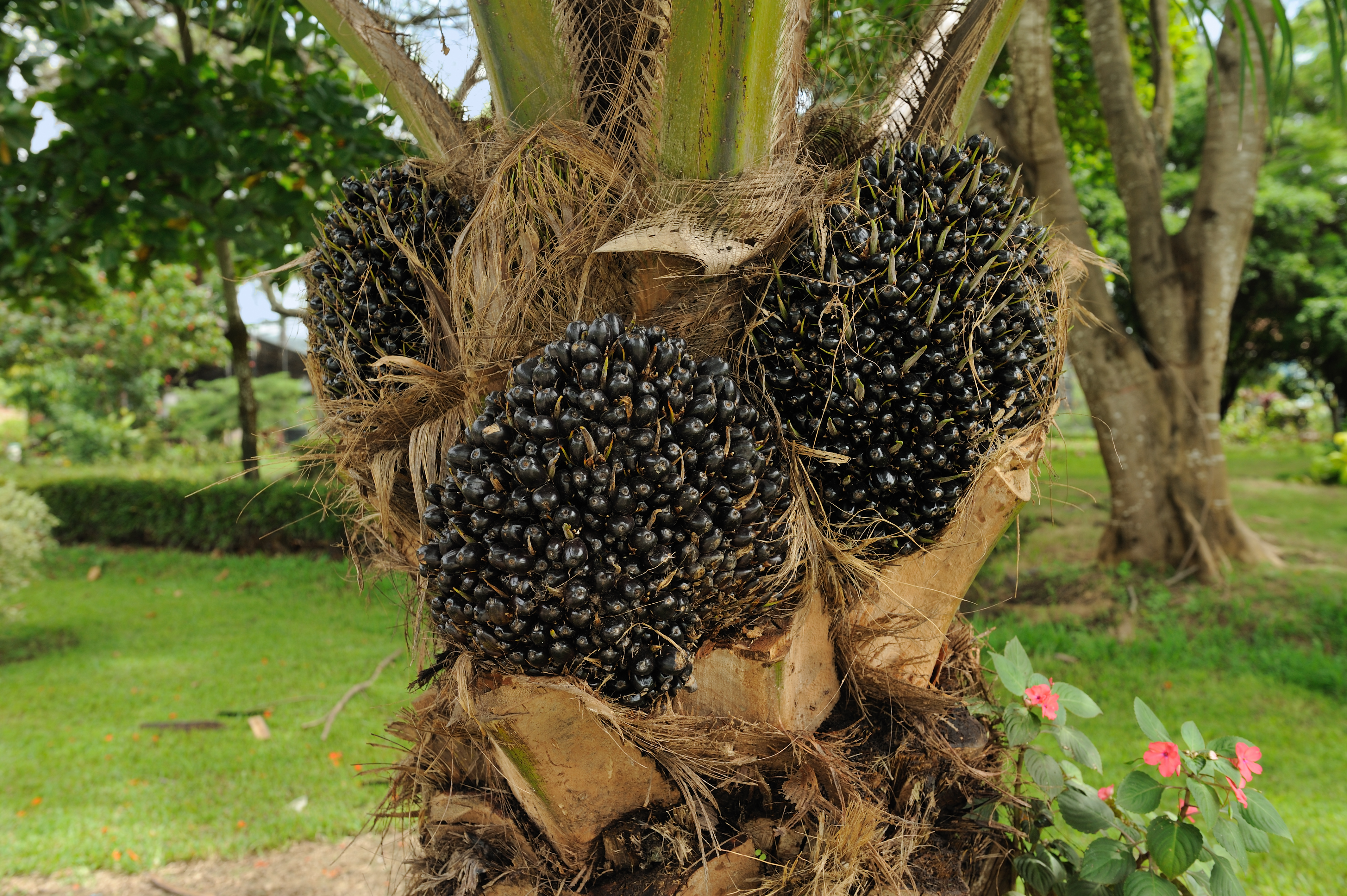
Плоды африканской масличной пальмы (Elaeis guineensis) на молодой пальме
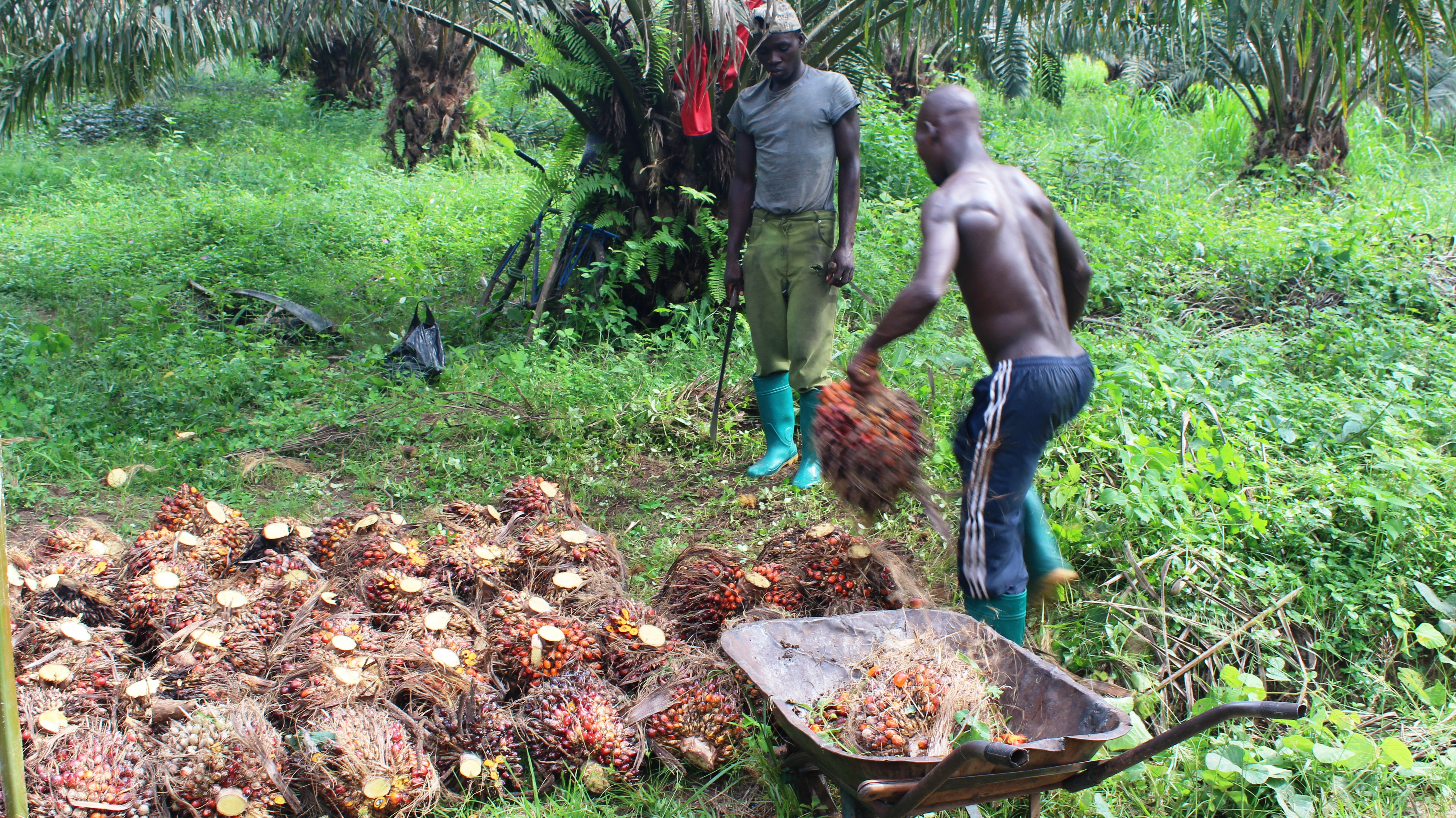
Сбор урожая
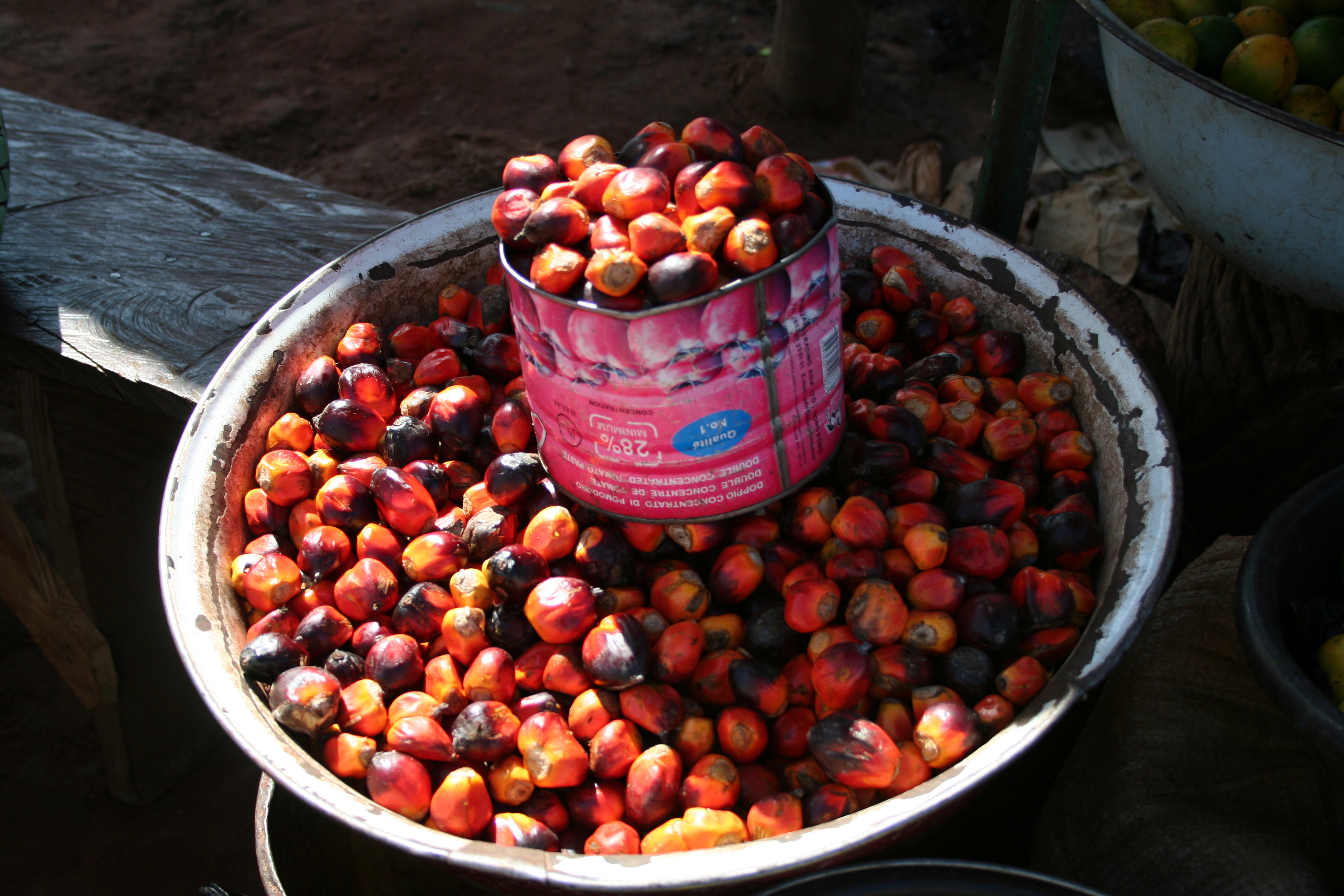
Плоды Elaeis guineensis, рынок Ородара, Буркина-Фасо
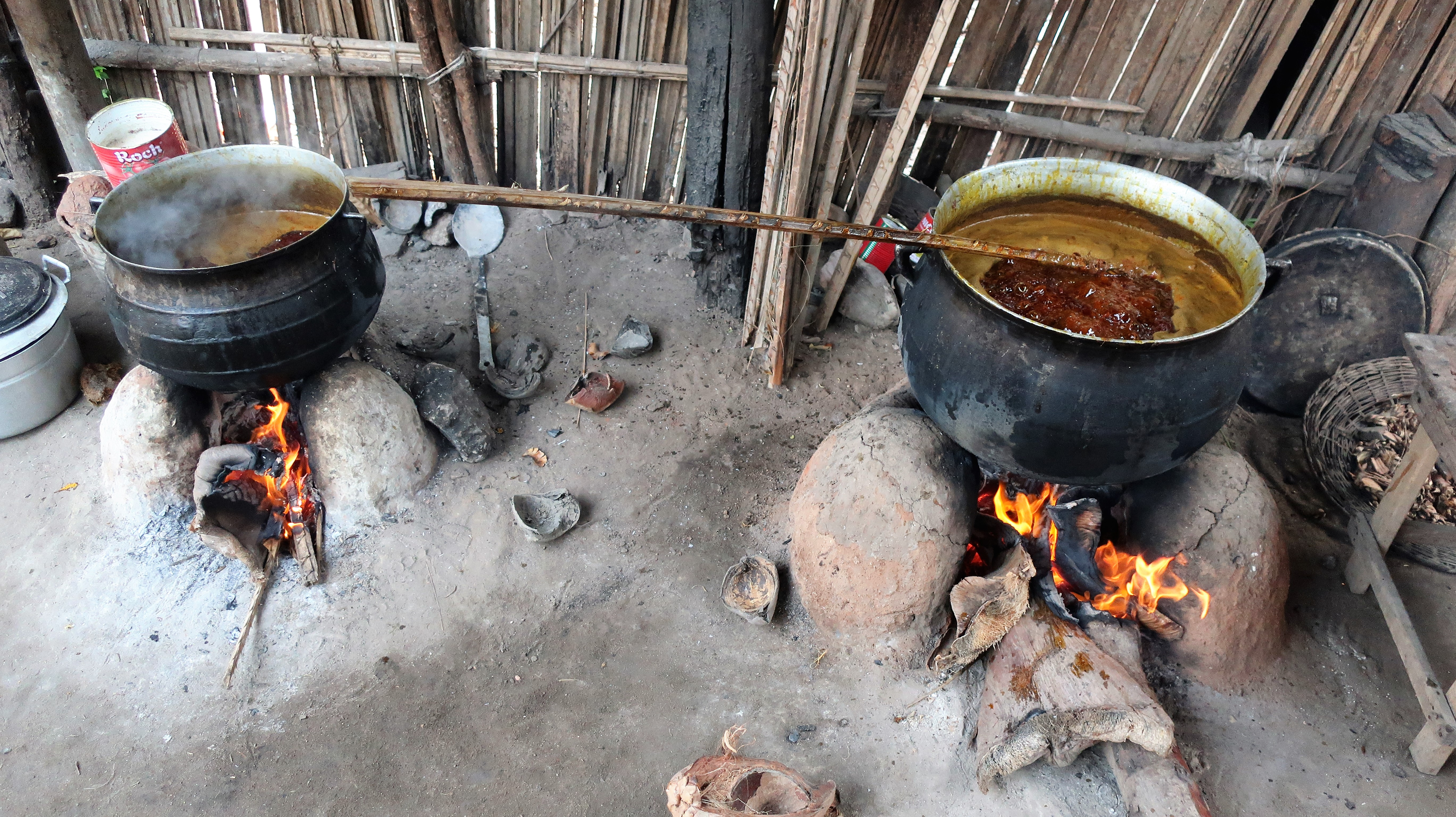
Два металлических горшка с пальмовым маслом в процессе изготовления